# Loo (vesnice)
Vesnice Loo (Loo küla, pro odlišení od městečka Loo uváděna zpravidla s přívlastkem „küla“, tedy „vesnice“) je vesnice v estonském kraji Harjumaa, samosprávně patřící do obce Jõelähtme.